# طارق صفی‌الدین
طارق صفی‌الدین (انگلیسی: Tarec Saffiedine؛ زادهٔ ۶ سپتامبر ۱۹۸۶) کاراته‌کا، ورزشکار هنرهای رزمی ترکیبی و تکواندوکار اهل بلژیک است.